# Dobrkovská Lhotka
Dobrkovská Lhotka je vesnice, část obce Slavče v okrese České Budějovice v Jihočeském kraji. Nachází se asi 1,5 kilometru západně od Slavče. Je zde evidováno 75 adres. V roce 2011 zde trvale žilo 113 obyvatel.
Dobrkovská Lhotka je také název katastrálního území o rozloze 3,25 km².

## Historie
První písemná zmínka o vesnici pochází z roku 1362.

## Obyvatelstvo
| Rok            | 1869 | 1880 | 1890 | 1900 | 1910 | 1921 | 1930 | 1950 | 1961 | 1970 | 1980 | 1991 | 2001 | 2011 | 2021 |
| -------------- | ---- | ---- | ---- | ---- | ---- | ---- | ---- | ---- | ---- | ---- | ---- | ---- | ---- | ---- | ---- |
| Počet obyvatel | 193  | 265  | 260  | 279  | 293  | 318  | 313  | 196  | 192  | 153  | 121  | 88   | 92   | 113  | 125  |
| Počet domů     | 31   | 44   | 51   | 50   | 54   | 60   | 63   | 66   | 66   | 53   | 38   | 33   | 70   | 71   | 74   |

## Obecní správa
Obec Dobrkovská Lhotka vznikla 4. května 1950 sloučením osad Dobrkov a Dolní Lhotka. 12. června 1960 se Dobrkovská Lhotka stala částí obce Slavče.

## Pamětihodnosti
- Boží muka
- Napoleonův dub